# Stephanie Sunna Hockett
Stephanie Sunna Hockett, född 2 oktober 1970 i USA, är en isländsk tidigare fotomodell och skådespelerska. År 2024 arbetade hon med leverantörsreskontra på Realnetworks och var bosatt i Henrico i Virginia i USA. År 2007-2010 arbetade hon för Rhapsody America LLC, även här inom leverantörsreskontra.

## Filmografi
- 1986 - Bödeln och skökan